# Joseph John Thomson
Joseph John Thomson (Cheetham Hill bij Manchester, 18 december 1856 – Cambridge, 30 augustus 1940) was een Engels natuurkundige en ontdekker van het elektron – de basis-eenheid van elektrische stroom.

## Biografie

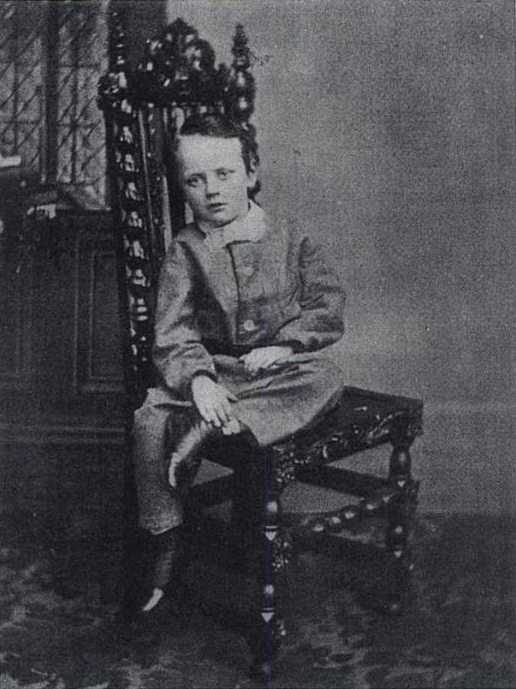
Thomson, 1861.

Thomson werd geboren in Cheetham Hill (in de buurt van Manchester) als zoon van een boekhouder. Zijn vader stierf toen Thomson nog maar 16 jaar oud was, maar dat verhinderde hem niet naar school te gaan op het Owens College in Manchester. Daar overreedde zijn wiskundeleraar hem om een studiebeurs aan te vragen aan de Trinity College van Cambridge, een van de meest gerenommeerde universiteiten ter wereld. Vanwege zijn goede prestaties kreeg Thomson die studiebeurs, en in 1880 eindigde hij als tweede van zijn klas in het eindexamen wiskunde. Hij mocht in Cambridge blijven werken en ontwikkelde er wiskundige modellen waarmee de aard van atomen en de elektromagnetische krachten konden worden verklaard.
In 1890 huwde hij Rose Elisabeth Paget, de dochter van Sir George Edward Paget. Samen kregen ze twee kinderen: zoon George Paget Thomson (Nobelprijswinnaar in 1937) en dochter Joan Paget Thomson.

## Atoommodel
Het uitgangspunt voor zijn grote ontdekking waren kathodestralen, een geheimzinnige straling die vanuit de negatieve elektrode (kathode) wordt voortgebracht wanneer over twee elektrodes in een bijna luchtledige buis een zeer hoge elektrische spanning wordt aangebracht. In tegenstelling tot licht en röntgenstraling vermoedde Thomson dat kathodestralen geen elektromagnetische golven waren, maar uit deeltjes bestonden. Om dit te onderzoeken voerde hij experimenten uit waarbij deze straling door magnetische velden werden afgebogen en de mate van afbuiging werd gemeten.

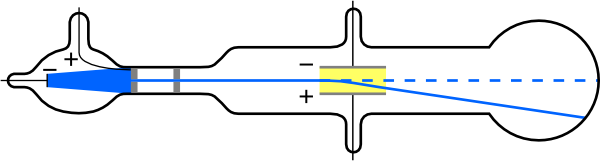
Schets van Thomson's experiment met kathodestralen

In 1897 maakte Thomson bekend dat kathodestralen bestonden uit een stroom negatief geladen deeltjes, die hij "corpuscles" (lichaampjes) noemde. Later werden ze elektronen genoemd. Uit de meting berekende hij de verhouding "m/e", de verhouding tussen de massa "m" ten opzichte van de elektrische lading "e". Hij toonde aan dat deze verhouding onafhankelijk was van de aard van de elektroden en het gas in de vacuümbuis. Daaruit trok Thomson de conclusie dat hij een fundamenteel deeltje had gevonden van de natuur. Omdat zo'n elektron veel kleiner was dan een atoom beredeneerde hij dat elektronen weleens onderdeel zouden kunnen zijn van het atoom zelf.
Op basis hiervan ontwikkelde hij zijn model van het atoom, dat vaak liefkozend het Plumpuddingmodel genoemd wordt. Thomson dacht dat het atoom een bol was gelijkmatig gevuld met positieve lading, met daarin de negatief geladen elektronen. Deze voorstelling van het atoom was afkomstig van een voorstel van Lord Kelvin in een artikel uit 1903, getiteld "Aepinus atomized". In Thomsons atoommodel heeft de positieve lading geen massa zodat alle atoommassa afkomstig moet zijn van de elektronen in het midden. Zijn model werd spoedig vervangen door het – door Ernest Rutherford geformuleerde – zonnestelselmodel. (Rutherford was een van Thomsons leerlingen in het Cavendish-instituut geweest.) Thomson was echter wel de eerste wetenschapper die het atoom wist voor te stellen in termen van positieve en negatieve lading.
De Duitse scheikundige Eugen Goldstein toonde later aan dat behalve kathodestralen er ook stralen in tegengestelde richting van de buis bewogen, en noemde ze "kanaalstralen". Deze kanaalstralen bestonden uit positief geladen atoomdeeltjes – de resten van de gasatomen zonder hun (vrije) elektronen. Dit bevestigde Thomsons zienswijze dat het elektron onderdeel is van het atoom.

## Cavendish-laboratorium
Het Cavendish-laboratorium in Cambridge werd in 1871 gesticht waarbij James Clerk Maxwell (die de wetten van het elektromagnetisme heeft opgesteld) de eerste zogenaamde Cavendish Professor werd. De jonge Thomson werd tot de derde Cavendish Professor verkozen in 1884 (na Maxwell en Lord Rayleigh). Hij was echter niet ervaren met het doen van experimenten, maar gelukkig was hij een snelle leerling en leidde hij uiteindelijk een succesvolle afdeling experimentele natuurkunde.
Ondersteund door zijn management en manier van lesgeven, werden er veel belangrijke experimenten over het elektromagnetisme en het atoom uitgevoerd in zijn laboratorium. Veel uitstekende natuurkundigen genoten hier ook hun opleiding, onder wie zeven Nobelprijswinnaars. Thomson gaf blijk van een sterke interesse in de individuele vordering van zijn studenten, door dagelijks te kijken hoe het met hun studies stond en door vaak suggesties en advies te geven.
In 1906 ontving hij de Nobelprijs voor Natuurkunde voor de ontdekking van het elektron; in 1908 werd sir Joseph Thomson geridderd en in 1914 onderscheiden met de Copley Medal. Eerder ontving Thomson al de Royal Medal (1894) en de Hughes Medal (1902).